# بنداروز (حومة دشتستان)
بنداروز (بالفارسية: بنداروز) هي قرية تقع في إيران في منطقة مركزية ريفية. يقدر عدد سكانها بـ 1,764 نسمة .